# اختلال بانک سپه
در تاریخ ۲۷ خرداد ۱۴۰۴ (۱۷ ژوئن ۲۰۲۵)، گزارش‌هایی از اختلال گسترده در خدمات بانک سپه، یکی از بانک‌های دولتی اصلی ایران – منتشر شد. این اختلال باعث شد خدمات بانکداری آنلاین، دستگاه‌های خودپرداز (ATM) و سایر خدمات دیجیتال با اختلال مواجه شوند و بسیاری از مشتریان نتوانند عملیات بانکی روزمره خود را انجام دهند.
در ادامه روز، ویدیویی منتشر شد که فضای داخلی مرکز داده بانک را نشان می‌داد؛ در این ویدیو چند نفر مشاهده می‌شوند که به‌صورت فیزیکی با سرورها در حال تعامل هستند، بدون آن‌که توضیح روشنی درباره هویت یا مأموریت آن‌ها ارائه شود. انتشار این ویدیو موجی از گمانه‌زنی در شبکه‌های اجتماعی ایران برانگیخت، و برخی از کاربران احتمال دادند که اختلال به‌دلیل نفوذ فیزیکی به مرکز داده رخ داده باشد، نه صرفاً یک مشکل فنی.
بانک سپه در ابتدا مدعی شد که اختلال‌ها ناشی از به‌روزرسانی‌های دوره‌ای سیستم است، اما درباره حضور افراد ناشناس در محل سرورها توضیح رسمی ارائه نکرد.

## پیش‌زمینه
در مارس ۲۰۲۵، گروه هکری «کُدبریکرز» (Codebreakers) از نفوذ گسترده به سامانه‌های بانک سپه, یکی از قدیمی‌ترین و مهم‌ترین مؤسسات مالی ایران – پرده برداشت. این گروه ادعا کرد که حدود ۱۲ ترابایت از اطلاعات حساس بانکی را سرقت کرده است؛ اطلاعاتی که مربوط به حدود ۴۲ میلیون مشتری بوده و شامل حساب‌های بانکی، گذرواژه‌ها، نشانی‌ها، اطلاعات تماس و سوابق تراکنش‌ها می‌شد.
هکرها از بانک سپه درخواست کردند که ظرف ۷۲ ساعت مبلغ ۴۲ میلیون دلار به‌صورت بیت‌کوین پرداخت کند، در غیر این صورت اطلاعات را منتشر خواهند کرد. بانک از پرداخت این مبلغ خودداری کرد. در واکنش، گروه کُدبریکرز بخشی از اطلاعات را منتشر کرد و باعث شوک گسترده‌ای در افکار عمومی شد؛ از جمله جزئیات حساب‌های برخی مقام‌های نظامی از جمله «رائول پولارک» (با موجودی حدود ۶۳۴ هزار میلیارد ریال) و افراد دیگری با حساب‌هایی نجومی.

## پیامدها
به گزارش رسانه‌های ایرانی، این اختلال بر فعالیت جایگاه‌های سوخت تأثیر گذاشت، چرا که عملکرد آن‌ها به زیرساخت‌های بانکی بانک سپه وابسته است. این وضعیت نگرانی‌هایی درباره بروز بحران گسترده‌تر در ارائه خدمات عمومی به وجود آورد.
علاوه بر این، تعطیلی بانک بر پرداخت حقوق کارکنان سپاه پاسداران تأثیر خواهد گذاشت، زیرا حقوق آنها از طریق بانک پرداخت می‌شود.